# Сутла
45°51′52″ пн. ш. 15°41′01″ сх. д. / 45.86444° пн. ш. 15.68361° сх. д.
Су́тла, Со́тла (хорв. Sutla, словен. Sotla) — річка в Хорватії та Словенії, ліва притока Сави.
Довжина річки — 90 км, площа басейну 581 км³.
Практично протягом всієї течії, від гирла до впадіння в Саву річка утворює собою кордон між Хорватією і Словенією.

## Географія протікання
Початок річки знаходиться в горбистій місцевості на південь від Птуя. У верхній течії до невеликого міста Рогатец (на словенській стороні) генеральний напрямок на захід, після Рогатця повертає на південь. Русло звивисте, на берегах є джерела мінеральної води. У середній течії в районі сіл Загорська Села (Хорватія) та Подчетртек (Словенія) створена туристична зона «Сутла - долина джерел здоров'я» (хорв. Sutla-dolina izvora zdravlja). У хорватській селі Кумровець на березі Сутли функціонує етнографічний музей
Сутла впадає в Саву за 5 кілометрів на захід від міста Запрешич. На всій довжині несудоходна. Моніторинг гідродологіческіх параметрів річки здійснюється в хорватському селі Зеленьяк. 